# Schausia ruspina
Schausia ruspina là một loài bướm đêm trong họ Noctuidae.